# Lisa Blount
Lisa Suzanne Blount (Fayetteville, 1º luglio 1957 – Little Rock, 27 ottobre 2010) è stata un'attrice e produttrice cinematografica statunitense.

## Biografia
Cresciuta a Jacksonville, in Arkansas, iniziò a lavorare nel mondo dello spettacolo con una parte nel film Swap nel 1969. Dopo essersi diplomata alla Jacksonville High School ed aver studiato teatro alla Valdosta State University, iniziò ad ottenere diversi piccoli ruoli in produzioni televisive.
Il ruolo per cui viene maggiormente ricordata è quello di Lynette Pomeroy, l'amica-rivale della protagonista Debra Winger in Ufficiale e gentiluomo di Taylor Hackford (1982).
Altro ruolo di rilievo quello di Bobbi Stakowski, la matrigna del protagonista Jim Profit nella serie televisiva Profit, produzione che nonostante abbia avuto vita breve fu molto apprezzata dalla critica.
In seguito, Blount diventò anche produttrice, creando la Granny Mule Pictures; alla guida della casa, insieme al marito Ray McKinnon, nel 2002 vinse il Premio Oscar al miglior cortometraggio grazie a The Accountant a cui contribuì anche come costumista.
Produsse e interpretò anche il film Chrystal, al fianco di Billy Bob Thornton.

### Morte
Lisa Blount fu trovata morta dalla madre, nella sua casa di Little Rock, il 27 ottobre 2010. Il medico legale riferì all'Arkansas Democrat-Gazette che, apparentemente, era morta due giorni prima del ritrovamento.
Sempre secondo gli inquirenti, non vi fu alcun motivo di sospettare che si fosse trattato di un crimine o di una morte violenta.
La madre disse che Lisa soffriva del morbo di Werlhof: probabilmente, tale patologia poteva avere avuto un ruolo importante nel decesso.

## Filmografia

### Attrice

#### Cinema
- September 30, 1955, regia di James Bridges (1977)
- Swap (The Swap), regia di Jordan Leondopoulos (1979)
- Morti e sepolti (Dead & Buried), regia di Gary Sherman (1981)
- Ufficiale e gentiluomo (An Officer and a Gentleman), regia di Taylor Hackford (1982)
- Radioactive Dreams, regia di Albert Pyun (1985)
- Inferno in diretta, regia di Ruggero Deodato (1985)
- Cease Fire, regia di David Nutter (1985)
- What Waits Below, regia di Don Sharp (1985)
- Misteriose forme di vita (Nightflyers), regia di Robert Collector (1987)
- Il signore del male (Prince of Darkness), regia di John Carpenter (1987)
- A sud di Reno (South of Reno), regia di Mark Rezyka (1988)
- Il macellaio (Out Cold), regia di Malcolm Mowbray (1989)
- Great Balls of Fire! - Vampate di fuoco (Great Balls of Fire!), regia di Jim McBride (1989)
- Furia cieca (Blind Fury), regia di Phillip Noyce (1989)
- Femme fatale, regia di Andre R. Guttfreund (1991)
- Judicial Consent, regia di William Bindley (1994)
- Stalked, regia di Douglas Jackson (1994)
- Box of Moon Light, regia di Tom DiCillo (1996)
- Oltre il limite (One Last Score), regia di Matthew Modine (1999)
- A.K.A. Birdseye, regia di Stephen Beckner (2002)
- Chrystal, regia di Ray McKinnon (2004)
- Randy and the Mob, regia di Ray McKinnon (2007)

#### Televisione
- Murder Me, Murder You – film TV (1983)
- Boone – serie TV, 1 episodio (1983)
- Stormin' Home – film TV (1985)
- Moonlighting – serie TV, 1 episodio (1986)
- Annihilator – film TV (1986)
- I viaggiatori delle tenebre (The Hitchhiker) – serie TV, 1 episodio (1986)
- Starman – serie TV, 1 episodio (1986)
- Magnum, P.I. – serie TV, 1 episodio (1987)
- Unholy Matrimony – film TV (1988)
- La signora in giallo (Murder, She Wrote) – serie TV, episodio 6x19 (1990)
- Sons & Daughters – serie TV, 7 episodi (1991)
- In Sickness and in Health – film TV (1992)
- La famiglia Brock (Picket Fences) – serie TV, 1 episodio (1992)
- Dopo la gloria (An American Story) – film TV (1992)
- Cose preziose (Needful Things) – film TV (1993)
- Murder Between Friends – film TV (1994)
- Il cliente (The Client) – serie TV, 1 episodio (1995)
- Get to the Heart: The Barbara Mandrell Story – film TV (1997)
- Cracker – serie TV, 1 episodio (1997)
- Profit – serie TV, 8 episodi (1996-1997)
- Traffic – film TV (1999)
- Giudice Amy (Judging Amy) – serie TV, 1 episodio (2002)
- Trash – film TV (2003)

### Produttrice
- The Accountant, regia di Ray McKinnon – cortometraggio (2001)
- Chrystal, regia di Ray McKinnon (2004)
- Randy and the Mob, regia di Ray McKinnon (2007)